# Kwon Tae-yun
Kwon Tae-yun (ur. 1998 r. w Seulu) – południowokoreański aerobik, mistrz świata, złoty medalista World Games.
Przygodę ze sportem rozpoczął w szkole średniej. Najpierw trenował ssirum, lecz z powodu sprzeciwu rodziców zdecydował zająć się aerobikiem. Do reprezentacji Korei Południowej dołączył w 2015 roku. Rok później na mistrzostwach świata w Inczon zajął ósme miejsce w zawodach grupowych. W 2018 roku podczas występu w Guimarães został mistrzem świata w tańcu. W rywalizacji grupowej i parach mieszanych zajął siódme miejsca.
Wystąpił na World Games 2017 we Wrocławiu, zdobywając złoty medal w tańcu. Startował też w trójkach, ale nie zdołał awansować do finału.